# Hélio de Macedo Soares
Hélio de Macedo Soares e Silva, ou apenas Hélio de Macedo Soares, (Rio de Janeiro, 10 de junho de 1906 – Rio de Janeiro, 24 de outubro de 1978) foi um militar, engenheiro civil e político brasileiro, outrora deputado federal pelo Rio de Janeiro.

## Dados biográficos
Filho de Sebastião Edmundo Mariano e Silva e Elisa de Macedo Soares e Silva. Sentou praça na Escola Militar do Realengo em 1923 e seguiu sua carreira militar em paralelo à sua graduação como engenheiro civil pela Escola Politécnica da Universidade Federal do Rio de Janeiro. Secretário de Viação e Obras Públicas durante a interventoria de Amaral Peixoto, compôs também o Serviço Eletrotécnico do Exército e o Conselho Nacional de Águas e Energia Elétrica, além da Comissão de Estudos da Indústria Militar Brasileira. Eleito deputado estadual via PSD em 1947, elegeu-se deputado federal em 1950, mas falhou ao buscar a reeleição nos quatro pleitos seguintes, filiando-se ao MDB quando o Regime Militar de 1964 outorgou o bipartidarismo. Faleceu vítima de um ataque cardíaco.
Seu irmão, Edmundo de Macedo Soares, foi eleito governador do Rio de Janeiro em 1947 e anos depois ministro da Indústria e Comércio do presidente Costa e Silva.